# August Henricson
August Teodor Henricson (i riksdagen kallad Henricson i Karlslund), född 6 februari 1839 i Östra Eneby socken, död 30 april 1932 i Skärkinds socken, var en svensk lantbrukare och politiker (liberal).
August Henricson var förvaltare och arrendator på olika egendomar innan han år 1884 köpte godset Karlslund i Skärkind. Han var aktiv i den lokala bonde- och sparbanksrörelsen och var också kommunalnämndens ordförande i Skärkind. Vid bildandet av frisinnade landsföreningen 1902 blev han förtroenderådets vice ordförande (ungefär motsvarande vice partiordförande), en post som han innehade 1902–1905 samt 1907–1914.
Vid extravalet 1887 valdes Henricson till riksdagsledamot i andra kammaren för Hammarkinds och Skärkinds domsagas valkrets, men valet upphävdes och han tillträdde aldrig. Vid valet 1890 vann han dock på nytt, och han var därefter ledamot 1891–1908 för denna valkrets och därefter 1912–1914 för Östergötlands läns norra valkrets. Åren 1891–1894 tillhörde han Gamla lantmannapartiet och 1895 det återförenade Lantmannapartiet, men han var därefter partilös vilde 1896–1898 innan han år 1899 anslöt sig till den liberalt präglade Bondeska diskussionsklubben. Vid Liberala samlingspartiets bildande år 1900 följde han med dit, och stannade därefter kvar där.
I riksdagen var Henricson bland annat vice ordförande i 1903-04 års särskilda utskott och ledamot i bankoutskottet 1895–1896, 1898–1908 samt 1912–1914 (år 1903–1908 som vice ordförande). Han var också ledamot i den särskilda deputation som överlade med konungen i unionsfrågan år 1905. Som riksdagspolitiker var han inte minst engagerad i jordbrukspolitik och bankfrågor.